# Aranypajzs projekt
Az Aranypajzs projekt (egyszerűsített kínai: 金盾工程; pinjin: jīndùn gōngchéng), közismert nevén a kínai nagy tűzfal a Kínai Népköztársaság Közbiztonsági Minisztériumának az internet cenzúrázása céljából létrehozott projektje. Megerősített (szigorított) változata 2012 decemberében lépett életbe.

## Története
Az Aranypajzs projekt első tervei 1998-ban születtek meg. A projekt első fázisa 2003 novemberében indult el és 3 évig tartott. A mostani, második fázis a tervek szerint két év múlva ér véget. A Kínai Központi Televízió (CCTV) híradása szerint a projekt az első fázis elindulásáig, 2002-ig 800 millió USA dollár-ba került. Becslések szerint kb. 30 000 rendőrségi alkalmazott foglalkozik a projekttel.
Közismert nevét (kínai nagy tűzfal) a számítástechnikában alkalmazott tűzfalakról és a kínai nagy falról kapta.

## Cenzúrázási technikák
Az internetes tartalmak cenzúrázására alkalmazott leggyakoribb technikák:
- IP-címek blokkolása. Bizonyos IP címek esetében az összes TCP protokoll (például HTTP, FTP, POP3) blokkolva van. Olyan szerverek esetében, amelyek több website-ot is kiszolgálnak, a szerverről egyetlen website sem érhető el.
- DNS-szűrés és átirányítás. Egyes tartományneveket a DNS szerver egyáltalán nem old fel, vagy hibás IP címet küld vissza. Ez a módszer az összes TCP protokollt érinti.
- URL-szűrés. A kért URL-ek szűrése kulcsszavak alapján. Ez a módszer a HTTP protokollt érinti.
- Csomagszűrés. A TCP-csomagok szűrése gyakran előforduló kulcsszavak alapján. Ez a módszer az összes TCP protokollt érinti, különösképpen a keresőprogramok által visszaküldött weboldalakat.
- Kapcsolat bontása. Amennyiben valamilyen szűrő bontotta a TCP kapcsolatot, a rendszer egy bizonyos ideig (jellemzően 1-30 percig) a további kapcsolódási kísérleteket is blokkolja.

## Cenzúrázott tartalmak
A leggyakrabban cenzúrázott tartalmak (a lista nem teljes):
- Betiltott csoportok (például a Falun kung) weboldalai
- Hírforrások, melyek gyakran foglalkoznak tabutémákkal, például a rendőrségi brutalitással, az 1989-es Tienanmen téri eseményekkel, a demokráciával. (Blokkolva vannak például a Voice of America, a BBC News, a Yahoo! Hong Kong oldalai.)
- A Kínai Köztársaság (Tajvan) kormányának, médiájának, egyéb szervezeteinek weboldalai
- Obszcén, pornográf weboldalak
- A Dalai lámához, tanításaihoz, valamint Tibet függetlenségéhez kapcsolódó weboldalak.
- Egyéb, „felforgatónak” ítélt weboldalak (például BBC Sports).
- Teljesen blokkolja a Gmailt Kína

A blokkolás alatt álló weboldalakat a népszerű kínai keresőprogramok, mint a Baidu és a Google China alig vagy egyáltalán nem indexelik:
- A Baidu keresőprogram találati oldala nem cenzúrázott témára: 匈牙利 (Magyarország)
- A Baidu keresőprogram találati oldala cenzúrázott témára: 法轮功 (Falun Gong) - A linkre kattintva előfordulhat, hogy a Baidu egy ideig nem lesz elérhető.

## A cenzúra kikerülése
A cenzúra kikerülésére számos módszer létezik, ezek közül a leggyakoribbak:
- IP-cím-alapú szűrés esetén proxyszerverek használata
- DNS-szűrés esetén alternatív DNS szerverek használata, illetve tartománynevek helyett IP-címek megadása
- URL-szűrés esetén URL-kódolás használata
- Titkosított protokollok (például VPN, SSL, Tor) használata